# いて座オミクロン星
いて座ο星（いてざオミクロンせい、ο Sagittarii、ο Sgr）は、いて座にある恒星である。見かけの等級は3.77と、肉眼でみえる明るさである。年周視差に基づいて太陽からの距離を計算すると、約137光年である。

## 位置・名称
いて座ο星は、南斗六星の北5度くらいの辺り、黄道のすぐ北に位置している。いて座の主要部分を占める「ティーポット」と呼ばれるアステリズムと並ぶ、「ティースプーン」というアステリズムを、いて座π星、いて座ξ星、いて座d星、いて座ρ1星と共に形成している。
中国ではいて座ο星は、太陽・月・惑星が出入りする関所、あるいは旗を表す建（拼音: Jiàn）という星官を、いて座ξ2星、いて座π星、いて座d星、いて座ρ1星、いて座υ星と共に形成する。いて座ο星自身は、建二（拼音: Jiàn èr）すなわち建の2番星に当たる。

## 特徴
いて座ο星は黄色巨星で、スペクトル型はG9 IIIbに分類される。いて座ο星は、巨星の中でもレッドクランプ巨星と位置づけられ、年齢はある程度以上古く、金属欠乏でもないことが示唆される。いて座ο星の年齢は24億年と推定され、金属量は太陽との比較で9割程度とみられる。質量は太陽の2倍程度、半径は太陽の12倍程度まで広がり、光度は太陽のおよそ68倍、光球の有効温度は4759 Kと見積もられている。
いて座ο星は、トーマス・シーによって「伴星」が発見され、二重星とみなされている。この「伴星」は、いて座ο星から南西に30ないし40秒離れた位置にあるが、天の川の中に位置するいて座ο星は周囲に無数の背景星があり、この「伴星」だけが物理的に関係があるとは考えづらく、いて座ο星は単独星の可能性が高いとされている。